# Lista de regentes da Iugoslávia
Esta é uma lista de regentes iugoslavos. Tais indivíduos ocuparam posições de regência no Reino da Iugoslávia, durante períodos em que o trono estava temporariamente sem um monarca apto a governar diretamente. A regência foi particularmente importante durante a menoridade de reis como Pedro II, destacando figuras influentes que desempenharam papel central na política iugoslava. 

## Regente do Rei Pedro I
| Imagem                                               | Nome                                    | Início                | Fim                                        |
| ---------------------------------------------------- | --------------------------------------- | --------------------- | ------------------------------------------ |
| Regente durante o reinado do aposentado Rei Pedro I. |                                         |                       |                                            |
|                                                      | Príncipe Herdeiro Alexandre (1888–1934) | 1 de dezembro de 1918 | 16 de agosto de 1921 Morte do Rei Pedro I. |

## Regentes do Rei Pedro II
| Imagem                                                     | Nome                                          | Início                | Fim                                                            |
| ---------------------------------------------------------- | --------------------------------------------- | --------------------- | -------------------------------------------------------------- |
| Regente durante a menoridade do Rei Pedro II.              |                                               |                       |                                                                |
|                                                            | Primeiro-ministro Nikola Uzunović (1873–1954) | 9 de outubro de 1934  | 11 de outubro de 1934 Conselho de Regência assumiu as funções. |
| Conselho de Regência durante a menoridade do Rei Pedro II. |                                               |                       |                                                                |
|                                                            | Príncipe Paulo (1893–1976)                    | 11 de outubro de 1934 | 27 de março de 1941 Deposto.                                   |
|                                                            | Radenko Stanković (1880–1956)                 | 11 de outubro de 1934 | 27 de março de 1941 Deposto.                                   |
|                                                            | Ivo Perović (1881–1958)                       | 11 de outubro de 1934 | 27 de março de 1941 Deposto.                                   |
| Conselho de Regência nomeado pelo Rei Pedro II no exílio.  |                                               |                       |                                                                |
|                                                            | Srđan Budisavljević (1884–1968)               | 7 de março de 1945    | 29 de novembro de 1945 Rei Pedro II deposto.                   |
|                                                            | Ante Mandić (1881–1959)                       | 7 de março de 1945    | 29 de novembro de 1945 Rei Pedro II deposto.                   |
|                                                            | Dušan Sernec (1882–1952)                      | 7 de março de 1945    | 29 de novembro de 1945 Rei Pedro II deposto.                   |